# 威拉茲 (馬里蘭州)
威拉茲（英語：Willards）是一個位於美國馬里蘭州威科米科縣的市鎮。

## 人口
根據2020年美國人口普查的數據，威拉茲的面積為2.97平方千米，當中陸地面積為2.95平方千米，而水域面積為0.02平方千米。當地共有人口691人，而人口密度為每平方千米233人。